# Joseph Conombo
Joseph Issoufou Conombo (Departamento de Kombissiri, 9 de febrero de 1917 — 20 de diciembre de 2008) fue un político burkinés, que ocupó el cargo de Primer ministro de la República de Alto Volta (hoy Burkina Faso) desde e 7 de julio de 1978 hasta el 25 de noviembre de 1980. 

## Biografía
Conombo fue a la Escuela médica de Dakar (Senegal) en 1942 para posteriormente servir en las fuerzas francesas durante la Segunda Guerra Mundial. 
En 1948, Conombo fue elegido asesor de la Unión Francesa y luego diputado por el Alto Volta en la Asamblea Nacional Francesa, un cargo que ostentó hasta la independencia del país en 1959. En ese tiempo, se convirtió en Secretario de Estado de Interior del Gobierno de Pierre Mendès (4 de septiembre de 1954 al 20 de enero de 1955).
Una vez conseguida la independencia de Alto Volta, ocupó el cargo de alcalde de Uagadugú de 1961 a 1965. Como doctor, fue director general de salud pública (1966–1968) y ministro de asuntos exteriores (1971–1973). Ocupó el cargo de prmer ministro hasta el golpe de Estado liderado por Saye Zerbo que derrocó el gobierno del Presidente Sangoulé Lamizana. Conombo murió el 20 de diciembre de 2008 a los 91 años.